# La historia del mañana
La Historia del mañana es una conferencia pronunciada por el escritor austriaco Stefan Zweig en América, y posteriormente recogida en un libro titulado Tiempo y Mundo: Impresiones y Ensayos (1904-1940). 
Stefan Zweig pronunció una serie de 10 conferencias en ciudades latinoamericanas como Montevideo, Buenos Aires, Río de Janeiro, Córdoba, etc. algunas ante 1500 personas, de las que se conservan ejemplos como este.

## Contenido
En esta ocasión, Zweig trató el asunto de la narración de la Historia, realizada desde el punto de vista del autor, excesivamente centrada en los hechos bélicos exclusivamente. Zweig propugna una forma diferente, que será la forma de contar la Historia del futuro, en la que se resalten los hechos y las personas que contribuyeron al desarrollo como especie de la humanidad. Cita de algunos ejemplos, como la obra The Rise of American civilization o la History of Tolerance de Hendrik Willem van Loon.